# Octophialucium aphrodite
Octophialucium aphrodite is een hydroïdpoliep uit de familie Malagazziidae. De poliep komt uit het geslacht Octophialucium. Octophialucium aphrodite werd in 1919 voor het eerst wetenschappelijk beschreven door Bigelow. 